# TBV Lemgo
Il TBV Lemgo è una squadra di pallamano maschile tedesca, con sede a Lemgo.

## Palmarès

### Competizioni nazionali
- Campione di Germania: 2

1996-97, 2002-03
- Coppa di Germania: 4

1994-95, 1996-97, 2001-02, 2019-20
- DHB Supercup: 4

1997, 1999, 2002, 2003

### Competizioni internazionali
- Coppa delle coppe: 1

1995-96
- EHF Cup: 2

2005-06, 2009-10